# 엘레나 세미키나
엘레나 세미키나(Elena Semikina, 1983년 9월 8일 ~ )는 캐나다의 미인 대회 우승자, 배우, 모델이다. 2010년 미스 캐나다 우승자이며 미스 유니버스 2010에서 캐나다 대표로 참가했다.